# 2024年のNBAファイナル
2024年のNBAファイナル (英語: 2024 NBA Finals)とは、NBAの第78回NBAファイナル (前身のBAA時代を含む)。2023-24シーズンのレギュラーシーズン、プレーオフを勝ち抜いたボストン・セルティックスとダラス・マーベリックスが対戦し、4勝1敗でセルティックスが16年ぶり18回目の優勝を勝ち取った。NBAファイナル最優秀選手賞はセルティックスのジェイレン・ブラウン。

## 背景

### ボストン・セルティックス
イースタン・カンファレンスのセルティックスは64勝18敗 (勝率.780)でレギュラーシーズンを1位で終えた。プレーオフでは、1回戦で第8シードのマイアミ・ヒートに4勝1敗、カンファレンスセミファイナルで第4シードのクリーブランド・キャバリアーズに4勝1敗、カンファレンスファイナルで第6シードのインディアナ・ペイサーズに4勝0敗でNBAファイナルに進出した（2年ぶり23回目）。カンファレンスファイナルMVPをジェイレン・ブラウンが受賞した。

### ダラス・マーベリックス
ウェスタン・カンファレンスのは50勝32敗 (勝率.610)でレギュラーシーズンを5位で終えた。プレーオフでは、1回戦で第4シードのロサンゼルス・クリッパーズに4勝2敗、カンファレンスセミファイナルで第1シードのオクラホマシティ・サンダーに4勝2敗、カンファレンスファイナルで第3シードのミネソタ・ティンバーウルブズに4勝1敗でNBAファイナルに進出した (13年ぶり3回目)。カンファレンスファイナルMVPをルカ・ドンチッチが受賞した。

### レギュラーシーズンでの対戦
レギュラーシーズンではセルティックスがマーベリックスに対して2勝0敗を記録した。
| 試合 | 日付          | アウェイ       | 結果      | ホーム         |
| ---- | ------------- | -------------- | --------- | -------------- |
| 1    | 2024年1月22日 | セルティックス | 119 - 110 | マーベリックス |
| 2    | 2024年3月1日  | マーベリックス | 110 - 138 | セルティックス |

## 試合結果
| 試合 | 日付    | アウェイ       | 結果      | ホーム         |
| ---- | ------- | -------------- | --------- | -------------- |
| 1    | 6月6日  | マーベリックス | 89 - 107  | セルティックス |
| 2    | 6月9日  | マーベリックス | 111 - 108 | セルティックス |
| 3    | 6月12日 | セルティックス | 106 - 99  | マーベリックス |
| 4    | 6月14日 | セルティックス | 84 - 122  | マーベリックス |
| 5    | 6月17日 | マーベリックス | 88 - 106  | セルティックス |

### 第1戦
| 6月6日 20:30 |

| Box score |

| マーベリックス                                                                  | 89–107 | セルティックス                                                                                |
| クォーター・スコア: 20-37, 22-26, 24-23, 23-21                                  |        |                                                                                               |
| Pts: ルカ・ドンチッチ 30 Rebs: ルカ・ドンチッチ 10 Asts: カイリー・アービング 2 |        | Pts: ジェイレン・ブラウン 22 Rebs: ジェイソン・テイタム 11 Asts: ホリデー,テイタム,ホワイト 5 |
| セルティックスの1勝0敗                                                          |        |                                                                                               |

チーム成績
| セルティックス | 項目                    | マーベリックス |
| -------------- | ----------------------- | -------------- |
| 47.6 (39/82)   | FG%                     | 41.7 (35/84)   |
| 38.1 (16/42)   | 3P%                     | 25.9 (7/27)    |
| 68.4 (13/19)   | FT%                     | 12/19 (63.2)   |
| 47 (10)        | リバウンド (オフェンス) | 43 (10)        |
| 23             | アシスト                | 9              |
| 6              | スティール              | 8              |
| 9              | ブロック                | 1              |
| 12             | ターンオーバー          | 11             |
| 16             | パーソナルファウル      | 16             |

### 第2戦
| 6月9日 20:00 |

| Box score |

| マーベリックス                                                               | 98–105 | セルティックス                                                                        |
| クォーター・スコア: 28-25, 23-29, 23-29, 24-22                               |        |                                                                                       |
| Pts: ルカ・ドンチッチ 32 Rebs: ルカ・ドンチッチ 11 Asts: ルカ・ドンチッチ 11 |        | Pts: ドリュー・ホリデー 26 Rebs: ドリュー・ホリデー 111 Asts: ジェイソン・テイタム 12 |
| セルティックスの2勝0敗                                                       |        |                                                                                       |

チーム成績
| セルティックス | 項目                    | マーベリックス |
| -------------- | ----------------------- | -------------- |
| 45.2 (38/84)   | FG%                     | 47.5 (38/80)   |
| 25.6 (10/39)   | 3P%                     | 23.1 (6/26)    |
| 95.0 (19/20)   | FT%                     | 66.7 (16/24)   |
| 41 (10)        | リバウンド (オフェンス) | 43 (9)         |
| 29             | アシスト                | 21             |
| 10             | スティール              |                |
| 5              | ブロック                | 3              |
| 10             | ターンオーバー          | 15             |
| 15             | パーソナルファウル      | 17             |

### 第3戦
| 6月12日 20:30 |

| Box score |

| ' セルティックス                                                                       | 106–99 | マーベリックス                                                                         |
| クォーター・スコア: 30-31, 20-20, 35-19, 21-29                                         |        |                                                                                        |
| Pts: ジェイソン・テイタム 31 Rebs: ジェイレン・ブラウン 8 Asts: ジェイレン・ブラウン 8⃣ |        | Pts: カイリー・アービング 35 Rebs: デレック・ライブリー2世 13 Asts: ルカ・ドンチッチ 6 |
| セルティックスの3勝0敗                                                                 |        |                                                                                        |

チーム成績
| マーベリックス | 項目                    | セルティックス |
| -------------- | ----------------------- | -------------- |
| 44.2 (38/86)   | FG%                     | 46.3 (38/82)   |
| 36.0 (9/25)    | 3P%                     | 37.0 (17/46)   |
| 87.5 (14/16)   | FT%                     | 92.9 (13/14)   |
| 43 (7)         | リバウンド (オフェンス) | 36 (6)         |
| 15             | アシスト                | 26             |
| 5              | スティール              | 4              |
| 1              | ブロック                | 6              |
| 8              | ターンオーバー          | 9              |
| 17             | パーソナルファウル      | 19             |

### 第4戦
| 6月14日 20:30 |

| Box score |

| セルティックス                                                                       | 84–122 | マーベリックス                                                                         |
| クォーター・スコア: 21-34, 14-27, 25-31, 24-30                                       |        |                                                                                        |
| Pts: ジェイソン・テイタム 15 Rebs: ジェイソン・テイタム 5 Asts: アル・ホーフォード 4 |        | Pts: ルカ・ドンチッチ 29 Rebs: デレック・ライブリー2世 12 Asts: カイリー・アービング 6 |
| セルティックスの3勝1敗                                                               |        |                                                                                        |

チーム成績
| マーベリックス | 項目                    | セルティックス |
| -------------- | ----------------------- | -------------- |
| 50.5 (46/91)   | FG%                     | 36.3 (29/80)   |
| 40.5 (15/37)   | 3P%                     | 34.1 (14/41)   |
| 68.2 (15/22)   | FT%                     | 92.3 (12/13)   |
| 52 (13)        | リバウンド (オフェンス) | 31 (4)         |
| 21             | アシスト                | 18             |
| 7              | スティール              | 2              |
| 2              | ブロック                | 5              |
| 8              | ターンオーバー          | 13             |
| 17             | パーソナルファウル      | 19             |

### 第5戦
| 6月12日 20:30 |

| Box score |

| マーベリックス                                                                  | 88–106 | セルティックス                                                                         |
| クォーター・スコア: 18-28, 28-39, 21-19, 21-20                                  |        |                                                                                        |
| Pts: ルカ・ドンチッチ 28 Rebs: ルカ・ドンチッチ 12 Asts: カイリー・アービング 9 |        | Pts: ジェイソン・テイタム 31 Rebs: ドリュー・ホリデー 11 Asts: ジェイソン・テイタム 11 |
| セルティックスの4勝1敗                                                          |        |                                                                                        |

チーム成績
| セルティックス | 項目                    | マーベリックス |
| -------------- | ----------------------- | -------------- |
| 42.7 (38/89)   | FG%                     | 44.9 (35/78)   |
| 33.3 (13/39)   | 3P%                     | 29.7 (11/37)   |
| 85.0 (17/20)   | FT%                     | 53.8 (7/13)    |
| 51 (15)        | リバウンド (オフェンス) | 35 (7)         |
| 25             | アシスト                | 18             |
| 9              | スティール              | 4              |
| 2              | ブロック                | 4              |
| 7              | ターンオーバー          | 13             |
| 15             | パーソナルファウル      | 20             |